# Rhytidium rugosum
Rhytidium rugosum és una espècie de molsa, l'única espècie del gènere monotípic Rhytidium, de la família Hylocomiaceae, present als Països Catalans.

## Característiques
Planta robusta de fins 10 centímetres de llarg. Forma tapissos extensos de color verd oliva, verd-brunenc o bru clar. Desenvolupa uns caulidis procumbents, pàl·lids 1 cop pinnats o bé irregularment ramificats. Els fil·lidis caulinars són imbricats, ovatolanceolats, gradualment acuminats, decurrents, còncaus amb plecs longitudinals i ondulacions transversals que li donen un aspecte arrugat. Aquesta forma irregular dels fil·lidis li facilita la conducció capil·lar de l'aigua. El nervi és simple i bifurcat a l'àpex, de 1/2 a 3/4 la longitud del fil·lidi. Els fil·lidis de les branques són ovatolanceolats, significativament més petits que els caulinars. És una planta dioica, rarament desenvolupa esporòfits i aquests presenten una càpsula horitzontal i corbada. L'opercle és de bec curt.

## Hàbitat
Molsa típica de sòls calcaris exposats en boscos esclarissats, poc innivats o de desgel primerenc de l'estatge montà i subalpí i és força sensible a la contaminació.

## Distribució
Espècie cosmopolita freqüent a zones temperades de l'Hemisferi nord i sud. A la conca mediterrània no es tan comú com a la resta d'Europa, tanmateix és molt comuna als Pirineus i alguns punts de la serralada Prelitoral. Al País Valencià també hi és present als Ports i al Penyagolosa però hi és molt menys abundant. A les Illes Balears no hi és present.
El nom del gènere Rhytidium deriva del grec rhytideus (arrugat) i fa referència als fil·lidis d'aspecte arrugat.